# Cynomops greenhalli
Cynomope de Greenhall
Espèce
Statut de conservation UICN

 LC  : Préoccupation mineure
Répartition géographique
Cynomops greenhalli, qui a pour nom commun Cynomope de Greenhall, est une espèce sud-américaine de chauves-souris de la famille des Molossidae.

## Description
Cynomops greenhalli a une longueur de tête et de corps entre 57 et 62 mm, une longueur d'avant-bras entre 33,4 et 38,2 mm, une longueur de queue entre 29 et 34 mm, une longueur de pied entre 8 et 10 mm, la longueur des oreilles entre 13 et 16 mm et une poids jusqu'à 20 g.
La fourrure est courte et veloutée. Une zone densément couverte de poils plus foncés que les membranes alaires est présente entre le bout de l'avant-bras, le poignet et le quatrième doigt. Les parties dorsales sont brun foncé à noirâtre avec la base des poils plus pâle, tandis que les parties ventrales sont brunes le long des flancs et beaucoup plus pâles sur la gorge et au centre de la poitrine et de l'abdomen.
Le museau est large, surélevé et plat sur le dos, sans plis cutanés sur les lèvres et avec un menton large et arrondi. Les oreilles sont courtes, triangulaires, à bout arrondi, bien séparées les unes des autres et avec le bord antérieur replié vers l'avant. Le tragus est court, triangulaire et à large base, caché derrière l'antitragus, qui est large et carré avec des coins arrondis. Les ailes sont attachées postérieurement sur le tibia juste au-dessus des chevilles. La queue est longue et trapue, s'étendant plus de la moitié au-delà du large membrane interfémorale.
Le caryotype est 2n=34 FNa=60.

## Répartition
L'espèce est présente en Colombie, au Venezuela, au Guyana, au Suriname, en Guyane, dans le nord de l'Équateur et du Pérou, dans le nord du Brésil et sur l'île de Trinidad.
Elle vit dans les forêts tropicales décidues et sempervirentes jusqu'à 1 500 mètres d'altitude.

## Comportement

### Habitat
La chauve-souris habite en des groupes de 75 individus maximum à l'intérieur des creux d'arbres ou de bâtiments. Mâles et femelles restent ensemble toute l'année.

### Alimentation
L'activité prédatrice commence généralement peu après le coucher du soleil. Elle se nourrit d'insectes volants capturés au-dessus des plans d'eau.

### Reproduction
Des femelles gestantes et allaitantes ont été capturées sur l'île de Trinidad en juillet.